# Cerocoma
Genre
Cerocoma est un genre d'insectes de l'ordre des coléoptères, de la famille des Meloidae, de la sous-famille des Meloinae, et de la tribu des Cerocomini.

## Systématique
Le genre Cerocoma a été décrit par l'entomologiste français Étienne Louis Geoffroy, en 1762.

### Nom vernaculaire
Cérocome (féminin)

## Liste d'espèces
Selon NCBI (1 septembre 2014) :
- Cerocoma bernhaueri
- Cerocoma dahli
- Cerocoma ephesica
- Cerocoma festiva
- Cerocoma graeca
- Cerocoma macedonica
- Cerocoma prevezaensis
- Cerocoma schaefferi
- Cerocoma schreberi
- Cerocoma scovitzi
- Cerocoma turcica
- Cerocoma vahli

Liste des espèces
Selon Fauna Europaea (31 mai 2014) :
- Cerocoma (Cerocoma)

Cerocoma adamovichiana (Piller et Mitterpacher, 1783)
Cerocoma albopilosa Dvořák, 1993
Cerocoma barthelemii Baudi, 1878
Cerocoma dahli Kraatz, 1863
Cerocoma festiva Faldermann, 1837
Cerocoma gloriosa Mulsant, 1857
Cerocoma graeca Maran, 1944
Cerocoma kunzei E. Frivaldsky, 1835
Cerocoma latreillei Baudi, 1878
Cerocoma macedonica Maran, 1944
Cerocoma muehlfeldi Gyllenhal, 1817
Cerocoma schaefferi (Linnaeus, 1758)
Cerocoma scovitzi Faldermann, 1837
Cerocoma syriaca Abeille de Perrin, 1880
Cerocoma turcica Pardo Alcaide, 1977
Cerocoma vahli Fabricius, 1787
- Cerocoma (Metacerocoma)

Cerocoma ephesica Reitter, 1885
Cerocoma prevezaensis Dvorak, 1993
Cerocoma schreberi (Fabricius, 1781)